# El tulipán negro
El tulipán negro (título original: La tulipe noire) es una película de 1964 dirigida por Christian-Jacque y protagonizada por Alain Delon, Virna Lisi y Adolfo Marsillach, que narra las aventuras y desventuras de un defensor enmascarado que roba a los ricos para entregárselo a los pobres. El filme está situado en la Francia previa a la revolución de 1789.

## Argumento
En la Francia de 1789, antes de la revolución, un desconocido enmascarado apodado “el tulipán negro”, ataca y saquea a la nobleza a favor de los pobres. El jefe de la policía de Rosellón está convencido de que el terrible enmascarado no es otro que el conde Guillermo de Saint Preux y le tiende una trampa, en la que consigue herirle en una mejilla maracndo así de forma duradera su cara, lo cual le dará suficientes pruebas de su identidad. 
Sin embargo, al reunirse toda la nobleza en una fiesta, el supuesto culpable aparece incólume, mientras la clase alta sigue siendo desvalijada de sus pertenencias. Resulta que ese desconocido realmente es el conde, pero nadie sabe que tiene un hermano que se llama Julián que se le parece mucho, que le admira y que ahora ocupa su lugar en los actos oficiales, para que él pueda continuar con sus acciones, algo que hace.

## Reparto
- Alain Delon - Julián De Saint Preux/ Guillermo De Saint Preux
- Virna Lisi - Carolina 'Caro' Plantin
- Adolfo Marsillach - Barón La Mouche
- Dawn Addams - Katarina De Vigogne
- Akim Tamiroff - Marqués De Vigogne
- Laura Valenzuela - Lisette
- George Rigaud - Intendente General/ Jefe de policía